# Bundesautobahn 864
Die Bundesautobahn 864 (Abkürzung: BAB 864) – Kurzform: Autobahn 864 (Abkürzung: A 864) – führt von Donaueschingen vorbei an Sunthausen zum Autobahndreieck Bad Dürrheim.

## Teilstück der Europastraße 531
Die A 864 ist in ihrer gesamten Länge von der Anschlussstelle Donaueschingen bis zum Autobahndreieck Bad Dürrheim ein Teilstück der Europastraße 531 Offenburg–Bad Dürrheim. Die Freigabe erfolgte 1978. Weitere Anschlussstellen hat die A 864 nicht.

## Ursprung
Die BAB 864 war ursprünglich ein Teilstück der geplanten Bundesautobahn 86, welche aber zwischenzeitlich verworfen wurde, und besitzt daher heute die Kilometrierung der BAB 86: Die Anschlussstelle Donaueschingen hat den Kilometer 84,0. Das Autobahndreieck Bad Dürrheim hat den Kilometer 90,0.

## Unfall 1992
Am 6. September 1992 kam es auf der Überleitung von der A 864 zur B 27 zu einem schweren Unfall. Ein Bus mit ca. 50 Fahrgästen aus Wunsiedel, welche auf dem Weg nach Zell im Wiesental zum Wanderausflug waren, kam infolge überhöhter Geschwindigkeit und Übermüdung des Busfahrers ins Schleudern, kollidierte mit einem PKW und kippte schließlich auf die Leitplanke, welche den Bus auf Fensterhöhe traf und im Heckbereich regelrecht aufschlitzte. 20 Menschen kamen dabei ums Leben. Etwa 30 Personen (darunter der Fahrer) wurden schwer verletzt.